# پست
پست روشی برای فرستادن نامه و مرسولات پستی مانند بسته و پاکت‌های بزرگ است. معمولاً پست‌ها و مدارک در پاکتی قرار می‌گیرند و تمبر بر آن چسبانده می‌شود که نشان دهنده پرداخت دستمزد اداره پست است.
پست ۳ گونه مختلف دارد:پست دریایی، پست هوایی و پست زمینی.

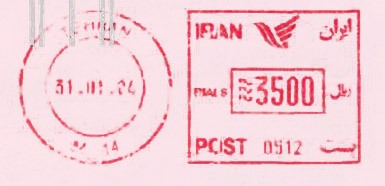
مُهرهایی که اداره پست ایران بر نامه‌ای زده‌ است.

## تاریخ پست

### چاپارها
ایرانیان با پایه‌گذاری چاپارخانه‌ها در دوران هخامنشی اولین سیستم پستی قابل اعتنا در جهان را ایجاد کردند. هرودت در این زمینه می‌نویسد: «گفته می‌شود به تعداد روزهایی که کل سفر به طول می‌انجامد، اسبان و مردانی در طول مسیر ایستاده‌اند، هر اسب و مردی مسیری یک روزه را می‌پیماید و هیچ‌چیز ایشان را باز نمی‌دارد، نه برف، نه باران، نه گرما و نه تاریکی تا مأموریت خویش را با تمام سرعت انجام دهند».
ابتدا پیادگان و سپس سواران، وظیفهٔ انتقال را به‌عهده داشتند. پیوسته در ایستگاه‌ها اسب‌های تازه‌نفس نگاهداری می‌شدند. بگونه‌ای که چاپار می‌توانست به‌سرعت براه خویش ادامه دهد. این اصل کلی پست تا اختراع راه‌آهن باقی بود. راه‌ها به وسیلهٔ سنگ‌های مخصوصی جزء بندی شده بودند که به پارسی فرسنگ نامیده می‌شدند. ایده کلی استفاده از پست به شیوه امروزی از نوآوری‌های هخامنشیان است.

### یونان و مصر
در یونان به‌واسطه دولت‌شهرها پست وجود نداشت. در مصر بطالمه شیوه پست ایرانی را بکار می‌بردند که از گاه آگوستوس مورد تقلید رومیان نیز قرار گرفت.
واژه پست تا به امروز در تمامی زبان‌های اروپائی و برخی دیگر زبان‌ها خود را حفظ نموده‌است.

### روم
پست دولتی روم نامه‌ها را توسط مأمورینی که از این طریق منبع درآمدی دولتی نداشتند و خود دولت هم از این بابت درآمدی نداشت، پخش می‌گردید. مخارج تعمیر جاده‌ها، ساختمان‌ها و ایستگاه‌های پست و اصطبلهای و حقوق مأموران را می‌بایستی که اهالی شهرهایی که مأموران پست از آن‌ها عبور می‌کردند، فراهم می‌کردند بدون اینکه بعضاً از آن مورد استفاده‌ای داشته باشند و این امر موجبات نارضایتی عمومی را فراهم کرده بود.